# Siniperca scherzeri
Siniperca scherzeri är en fiskart som beskrevs av Franz Steindachner 1892. Siniperca scherzeri ingår i släktet Siniperca och familjen Percichthyidae. IUCN kategoriserar arten globalt som otillräckligt studerad. Inga underarter finns listade i Catalogue of Life.